# 1959년 아프리카 네이션스컵

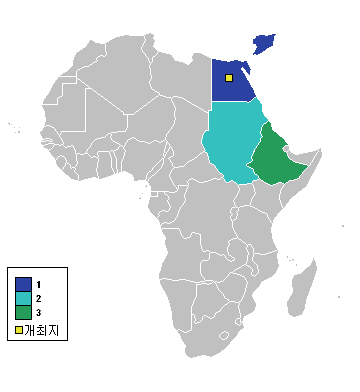
본선 진출국

1959년 아프리카 네이션스컵은 두 번째 아프리카 네이션스컵이며, CAF가 주최했다. 이 대회는 1959년 5월 22일부터 5월 29일까지 아랍 연합 공화국에서 열렸으며, 3팀만 참가했다.아랍 연합 공화국, 수단, 그리고 에티오피아이다.
단 3팀만 참가하자, 라운드 로빈 형식으로 경기를 진행했으나, 아랍 연합 공화국이 두 팀을 대파함으로써 우승국이 되었고. 수단이 에티오피아를 1 - 0으로 이김에 따라 2위가 되었다.

## 경기 결과
별도의 결승전이 존재하지 않고 리그전만으로 우승 팀이 결정되었다.
| 순위 | 팀               | 승점 | 경기 | 승 | 무 | 패 | 득 | 실 | 차 |
| ---- | ---------------- | ---- | ---- | -- | -- | -- | -- | -- | -- |
| 1    | 아랍 연합 공화국 | 4    | 2    | 2  | 0  | 0  | 6  | 1  | +5 |
| 2    | 수단             | 2    | 2    | 1  | 0  | 1  | 2  | 2  | 0  |
| 3    | 에티오피아       | 0    | 2    | 0  | 0  | 2  | 0  | 5  | -5 |

| 아랍 연합 공화국                                      | 4 – 0  | 에티오피아 |
| ----------------------------------------------------- | ------ | ---------- |
| 마흐무드 엘 고하리 29′ 42′ 73′ · 미미 엘 셰르비니 64′ | 리포트 |            |

| 수단       | 1 – 0  | 에티오피아 |
| ---------- | ------ | ---------- |
| 드리사 40′ | 리포트 |            |

| 아랍 연합 공화국    | 2 – 1  | 수단     |
| ------------------- | ------ | -------- |
| 에삼 바히그 12′ 89′ | 리포트 | 만줄 65′ |

## 우승 팀
| 1959년 아프리카 네이션스컵 우승 팀 |
| ---------------------------------- |
| 아랍 연합 공화국 두 번째 우승      |

## 득점자
3골
- 마흐무드 엘 고하리

2골
- 에삼 바히그

1골
- 미미 엘 셰르비니
- 만줄
- 드리사

## 팀 득점 기록
6 골
- 아랍 연합 공화국

2 골
- 수단

0 골
- 에티오피아